# Don't Kill It
Don't Kill It és una pel·lícula de comèdia de terror nord-americana del 2016 dirigida i editada per Mike Mendez. Escrit per Dan Berk i Robert Olsen, és protagonitzada per Dolph Lundgren com Jebediah Woodley, un caçador de dimonis que viatja a Mississipí amb l'esperança de destruir un antic dimoni homicida. Ha estat doblada al català.

## Repartiment
- Dolph Lundgren com a Jebediah Woodley
  - Ryan Zweers com el jove Jebediah
- Kristina Klebe com l'agent Evelyn Pierce
- James Chalke com a Pastor Erikson
- Miles Doleac com a Deacon Shepard
- Otis Willard com a Toby Bronson
- Michelle West com a Amber
- Todd Farmer com a Marcus
- Dawn Ferry com a Wendy
- Thomas Owen com a Jeremy
- Billy Slaughter com l'agent Jackson

## Rodatge
El rodatge va durar 17 dies a Lexington, Mississipí, durant la temporada de vacances de Nadal de 2015. Mendez va dir que tenien 12 dies per preparar-se abans, temps durant el qual va tenir la "sort" de dormir cinc o sis hores cada nit. La ciutat inicialment sol·licitada per al rodatge es va negar a concedir el permís, de manera que l'equip de producció es va haver de moure a 32 quilòmetres.